# X Волопаса
X Волопаса (лат. X Boötis) — одиночная звезда в созвездии Волопаса на расстоянии приблизительно 746 световых лет (около 229 парсеков) от Солнца. Видимая звёздная величина звезды — +10,25m.

## Характеристики
X Волопаса — жёлтая звезда спектрального класса G. Радиус — около 2,53 солнечных, светимость — около 4,117 солнечных. Эффективная температура — около 5165 K. Ранее считалась переменной звездой, но дальнейшие наблюдения переменности не подтвердили.